# Elecciones legislativas de Mongolia de 2016
Las elecciones legislativas de Mongolia de 2016 tuvieron lugar el 29 de junio del mencionado año con el objetivo de renovar los 76 escaños del Gran Jural del Estado, parlamento unicameral de la nación asiática, para el período 2016-2020. Fueron los vigesimoctavos comicios legislativos en la historia republicana de Mongolia, y las octavas elecciones desde la democratización del país en 1990. Se realizaron en el marco de las reformas impulsadas por el gobierno de Chimediin Saikhanbileg e implementadas por el Tribunal Supremo, que instauraban el escrutinio mayoritario uninominal como sistema electoral, aboliendo el sistema mixto entre escaños uninominales y una lista proporcional nacional empleado en las anteriores elecciones. Mongolia pasó de estar dividida en 48 circunscripciones a dividirse en 76.
El nuevo sistema electoral fue criticado por promover específicamente una política bipartidista entre el gobernante conservador Partido Democrático (AH) y el opositor socialdemócrata Partido del Pueblo (MAH), pues marginaba en gran medida a los partidos menores. Simultáneamente, la desaparición de la lista nacional de representación proporcional privó en la práctica a los ciudadanos mongoles en el extranjero de ejercer su derecho a voto en elecciones legislativas, pues no podían registrarse como votantes en un distrito en específico. A pesar de eso, el padrón electoral general se incrementó ligeramente con respecto a las elecciones de 2012, y la participación fue mucho más alta, alcanzando un 74,30% del electorado registrado, poniendo fin a la tendencia descendente en la concurrencia a votar que se percibía en el país desde las primeras elecciones democráticas, en 1990.
Beneficiado por el sistema uninominal, el Partido del Pueblo obtuvo un triunfo arrollador al conseguir una mayoría calificada de dos tercios con 65 de los 76 escaños parlamentarios contra solo 9 del Partido Democrático, resultado que fue completamente desproporcionado con respecto a la cantidad de votos que obtuvieron, con un 45,12% para el MAH y un 33,14% para el AH, que perdió 25 de 34 escaños a pesar de solo haber disminuido dos puntos porcentuales en voto popular. El Partido Revolucionario del Pueblo de Mongolia (MAXH), logró el 8,00% de las preferencias y un solo escaño, mientras que un candidato independiente triunfó en la circunscripción restante. Mientras que la intención del gobierno al reformar el sistema electoral era promover mayorías que facilitaran su continuidad en el poder sin tener que recurrir a pactos con otras fuerzas políticas, el resultado fue totalmente contraproducente para el Partido Democrático que, en el marco de la persistente estancamiento económico que afectaba al país, sufrió la mayor derrota electoral para un oficialismo en funciones en la historia del país.
A pesar de la alta participación y de la holgada victoria opositora, los comicios fueron criticados por ONGs y organismos internacionales, en particular la Organización para la Seguridad y la Cooperación en Europa (OSCE) por las «ambigüedades» de la ley electoral, los «recuentos defectuosos», y el «sesgo político» por parte de las autoridades electorales.

## Antecedentes
Las elecciones legislativas de 2012 se realizaron cuando Mongolia experimentaba el mayor crecimiento económico de su historia, con un récord del 17.5% en 2011. Asimismo, se empleó en dichas elecciones por primera y única vez un sistema electoral mixto, que combinaba el escrutinio mayoritario uninominal con el país dividido en 48 circunscripciones, con la representación proporcional por listas, distribuyéndose los 28 escaños restantes de acuerdo con el voto popular obtenido por una lista presentada por los cada partido a nivel nacional. En ese contexto, el oficialista Partido del Pueblo de Mongolia (MAH), sufrió una estrecha derrota ante el Partido Democrático (AH), que obtuvo 34 de los 76 escaños contra 26 del partido gobernante y 11 de la Coalición de Justicia, compuesta por el marxista Partido Revolucionario del Pueblo de Mongolia (MAXH) y el conservador Partido Nacional Demócrata Mongol. El resultado se debió principalmente a la división del MAH luego de que su facción más izquierdista del partido rechazara en 2010 la restauración del nombre «Partido del Pueblo», empleado en su fundación y abandonado en la década de 1920, eliminando el nombre «Revolucionario» que había empleado mientras fue partido único del país durante el régimen comunista (1921-1992).
Luego lograr un pacto de coalición con los disidentes del MAXH, el DP pudo formar un gobierno con 45 escaños. Norovyn Altankhuyag asumió como primer ministro de Mongolia el 10 de agosto de 2012. Su mandato se caracterizó por el estallido de una crisis económica sin precedentes. La caída en los precios de las materias primas y la ralentización de la República Popular China, su principal socio comercial, provocaron que el país quedara al borde del estancamiento rápidamente, después del prolongado crecimiento, a solo un 3% de crecimiento en 2015. Además, las tensiones dentro de la coalición gobernante ideológicamente diversa dieron como resultado un gobierno sumamente inestable, lo que condujo a la renuncia de Altankhuyag en noviembre de 2014 y su reemplazo por Chimediin Saikhanbileg. De cara a las siguientes elecciones, se preveía que el MAH recuperaría fácilmente terreno ante un oficialismo debilitado.
El 25 de diciembre de 2015, el Gran Jural del Estado votó una nueva ley electoral, que retenía el sistema mixto para los comicios de 2016. Sin embargo, el 21 de abril de 2016, tan solo dos meses antes de las elecciones, el Tribunal Supremo anuló el uso de la representación proporcional por listas dentro del sistema electoral, argumentando que su aplicación violaba el precepto constitucional que establecía que los candidatos debían ser elegidos «directamente». El 5 de mayo, poco más de un mes antes de las elecciones, el Gran Jural aprobó nuevas modificaciones a la ley electoral con apoyo bipartidista, instaurando el sistema de escrutinio mayoritario uninominal puro, con el país dividido en 76 circunscripciones. Asimismo, la cuota de 30% para la presencia de mujeres parlamentarias, prevista por la ley aprobada en 2015, fue reducida a un 20%, la misma proporción exigida para las elecciones de 2012.

## Sistema electoral
Las elecciones se realizaron bajo la ley electoral del 1 de abril de 1992 con las modificaciones realizadas a la misma el 5 de mayo de 2016. Las mismas establecen que los 76 escaños del Gran Jural del Estado, parlamento unicameral de Mongolia, son elegidos mediante escrutinio mayoritario uninominal para un mandato de cuatro años reelegibles. Para resultar electo, un candidato debe recibir, al menos, el 28% de los votos en su circunscripción y deben haber votado, como mínimo, el 50% de los votantes registrados en dicho distrito. En caso de que se incumpla alguno de los dos requerimientos, la elección se verá anulada y se realizará una elección parcial para cubrir el escaño vacante. Todo ciudadano mongol residente en el país que sea mayor de dieciocho años tiene derecho a voto. El nuevo sistema electoral, al abolir la representación proporcional por listas, dejó fuera de la votación a más de 150.000 mongoles expatriados, pues estos no podían registrarse para votar en ningún distrito.
Los requisitos para ser candidato son básicamente los mismos que para poder votar, con la excepción del hecho de que es necesario ser mayor de veinticinco años. No pueden votar o ser elegidos aquellos que padezcan enfermedades mentales o se encuentren bajo algún tipo de tutela. Tampoco pueden presentarse como candidatos para cargos electos los funcionarios públicos ni el jefe de la Comisión Electoral General mientras estén en ejercicio de sus funciones. Los candidatos deben recibir el apoyo de una coalición o partido político registrado oficialmente para poder postular su candidatura, aunque se pueden presentar como candidatos independientes si reciben el aval de, al menos, 801 votantes registrados en la circunscripción donde desean presentarse.

## Campaña
Doce partidos fueron aprobados para disputar las elecciones. Sin embargo, el partido Voluntad Cívica - Partido Verde, que ganó dos escaños en 2012 y formó parte de la coalición gubernamental, no pudo participar debido a irregularidades en su papeleo. El recién formado Partido Nacional de los Trabajadores también se vio impedido de postularse, con su líder Surenkhuu Borgil planeando presentarse como independiente en su lugar. Un total de 498 candidatos se registraron para disputar las elecciones, siendo el AH y el MAH los únicos partidos que disputaron los 76 escaños. Durante la campaña electoral, los principales partidos se centraron en el desarrollo económico, aunque evitaron emitir opiniones o propuestas concretas en gran medida, comprometiéndose a desarrollar también en materia de salud y educación.

## Resultados
|  | 45.12 % |

|  | 33.14 % |

|  | 8.00 % |

|  | 2.51 % |

|  | 1.64 % |

|  | 0.87 % |

|  | 0.84 % |

|  | 0.47 % |

|  | 0.38 % |

|  | 0.30 % |

|  | 0.23 % |

|  | 0.20 % |

|  | 0.15 % |

|  | 0.13 % |

|  | 0.03 % |

|  | 4.83 % |

|  | 99.29 % |

|  | 0.71 % |

|  | 100.00 % |

|  | 74.30 % |